# Redonda (figura)

Figura 1. Pentagrama con una nota redonda y un silencio de redonda.

La redonda es una figura musical que posee una duración de cuatro pulsos de negra en la notación musical actual. El origen histórico de la redonda es la semibrevis o semibreve de la notación mensural.

## Representación gráfica
Las figuras de redondas se representan con una cabeza de nota ovalada hueca (como la blanca), pero sin barra vertical o plica (ver Figura 1).
El silencio de redonda es su silencio equivalente. La redonda, como todas las figuras musicales, tiene un silencio de su mismo valor y supone que durante ese tiempo no se emite sonido alguno. Este signo se representa mediante un guion o barra horizontal que se encuentra por debajo de la cuarta línea del pentagrama.

## Duración y equivalencias
En un compás de subdivisión binaria (2
4; 3
4; 4
4; etc.) la redonda equivale a cuatro tiempos. Por lo tanto, en un compás de 4
4 esta figura dura un compás completo. Las referencias de los tiempos en música se suelen determinar con respecto a la duración de la negra. Así pues, si en una composición la negra dura un segundo (60 negras por minuto), entonces la duración de la redonda es de 4 segundos.
La figura de redonda equivale a 2 blancas, 4 negras, 8 corcheas, 16 semicorcheas, 32 fusas o 64 semifusas. 
Por encima de la redonda hay algunas figuras de mayor duración pero han caído en desuso en la notación musical actual. Son: la cuadrada que equivale a ocho negras, la longa que equivale a 16 negras y la duplex longa que equivale a 32 negras. Por debajo de la semifusa también existen otras figuras de menor duración que tampoco se utilizan hoy en día. Son: la garrapatea que equivale a 1/128 de la redonda y la semigarrapatea que equivale a 1/256 de la redonda, esto es, 1/64 pulsos de negra.
En Unicode el símbolo de redonda es U+1D15D.

## Evolución histórica y usos
En los preludios no medidos de la tradición francesa del siglo XVII, todos los sonidos eran representados mediante redondas independientemente de su duración. Será el intérprete quien determine esas duraciones dependiendo del carácter de la pieza, lo que determinó que esta fuera una música improvisada.
Esta figura suele ser empleada en orquestación para pedales armónicos.
La redonda y el silencio de redonda también pueden ser utilizados en músicas de ritmo libre, tales como el canto anglicano, para ser aplicadas a lo largo de un compás completo, con independencia de la duración de dicho compás. El silencio de redonda puede ser empleado de esta forma en casi todas o todas las formas de música.

## Etimología
Los nombres que se le dan a esta figura y a su silencio en diferentes lenguas varían enormemente:
| Idioma           | Nombre de la nota   | Nombre del silencio               |
| ---------------- | ------------------- | --------------------------------- |
| Alemán           | ganze Note          | ganze Pause                       |
| Chino (中文)     | 全音符              | 全休止符                          |
| Coreano          | 온음표              | 온쉼표                            |
| Español          | redonda             | silencio de redonda               |
| Francés          | ronde               | pause                             |
| Griego           | olokliro (ολόκληρο) | pafsi oloklirou (παύση ολοκλήρου) |
| Inglés americano | whole note          | whole rest                        |
| Inglés británico | semibreve           | semibreve rest                    |
| Italiano         | semibreve           | pausa di semibreve                |
| Lituano          | pilnoji nata        | pilnoji pauzė                     |
| Neerlandés       | hele noot           | hele rust                         |
| Polaco           | cała nuta           | pauza całonutowa                  |
| Portugués        | semibreve           | pausa de semibreve                |
| Rumano           | notă întreagă       | pauză                             |
| Ruso             | целая нота          | целая пауза                       |
| Sueco            | helnot              | helpaus                           |

Los nombres en francés y en español para esta figura musical (ambos significan «redondo») derivan del hecho de que la semibreve se distinguía por su forma redonda y sin plicas, lo cual sigue manteniéndose en la forma moderna (en contraste con la cuadrada o valores más cortos que llevan plicas). El nombre griego significa «entera».
La redonda deriva de la semibreve de la notación mensural y este es el origen del nombre que se utiliza en Reino Unido y Canadá semibreve. En Estados Unidos se optó por el término whole note,  que es un calco semántico del alemán ganze Note. Esto se debe a que cuando las orquestas estadounidenses se establecieron por primera vez en el siglo XIX fueron pobladas en gran medida por emigrantes alemanes. Michael Miller escribió, 

«[T]he most basic note is called the whole note because ... it lasts a whole measure ...».
 (La nota más básica se llama nota entera porque ... dura un compás entero...).